# Laryngoscope

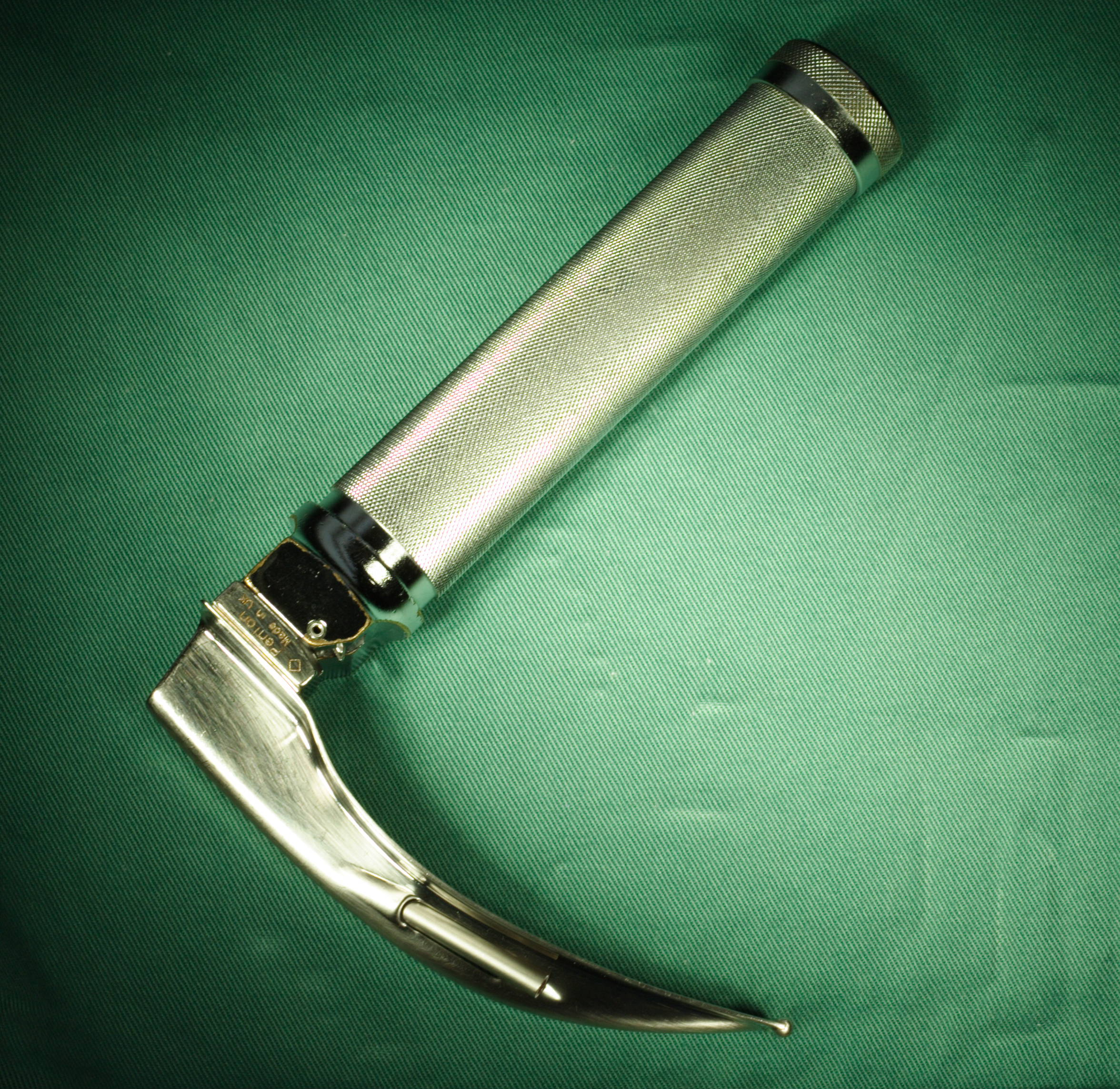
Laryngoscope avec lame de type McIntosh.

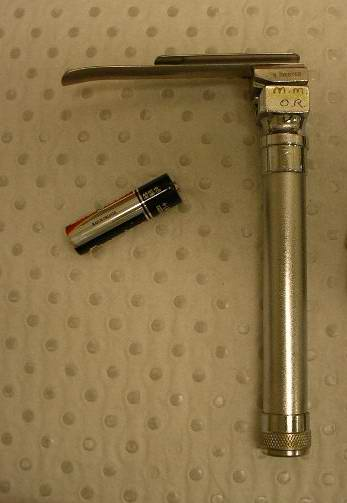
Laryngoscope pédiatrique, la lame est droite.

Le laryngoscope est un instrument médical servant principalement à l'intubation trachéale en permettant de visualiser la glotte. Il est composé de deux parties :
- Une lame qui sert à dégager la langue, le palais mou et l'épiglotte. Une source lumineuse est située au bout de celle-ci. Il s'agit soit d'une petite ampoule, soit d'une fibre optique qui amène une lumière provenant du manche. La lame peut être réutilisable (auquel cas elle est stérilisée après chaque usage) ou bien à usage unique.
- Un manche servant à manipuler l'instrument. Il contient les batteries et, dans le cas des laryngoscopes à fibre optique, la source lumineuse.

Les derniers modèles (vidéo laryngoscope) sont équipés d'une fibre optique reliée à un écran couleur fixé sur le manche. Ils permettent une intubation plus facile, surtout dans les cas difficiles.
On doit l'invention du premier laryngoscope à Manuel Garcia, chanteur et professeur de chant en 1854. Son développement et son utilisation dans la pratique médicale doivent beaucoup au médecin hongrois Johann Czermak. Mais ces ancêtres de l'instrumentation médicale sont dorénavant connus sous le nom de miroir laryngé, le terme de laryngoscope étant réservé au laryngoscope à lame.